# 浜野四街道長沼バイパス
浜野四街道長沼バイパス（はまのよつかいどうながぬまバイパス）は、千葉県道66号浜野四街道長沼線に2012年度末に整備されたバイパスで、千葉市若葉区中田町（なかたまち）の若葉消防署泉出張所（宮田の国道126号）- 更科町（さらしなちょう）の川崎十字路（千葉県道53号千葉川上八街線）を経て、同市若葉区の国道51号（吉岡十字路）までの長さ4.02kmのバイパスである。